# 柴滕

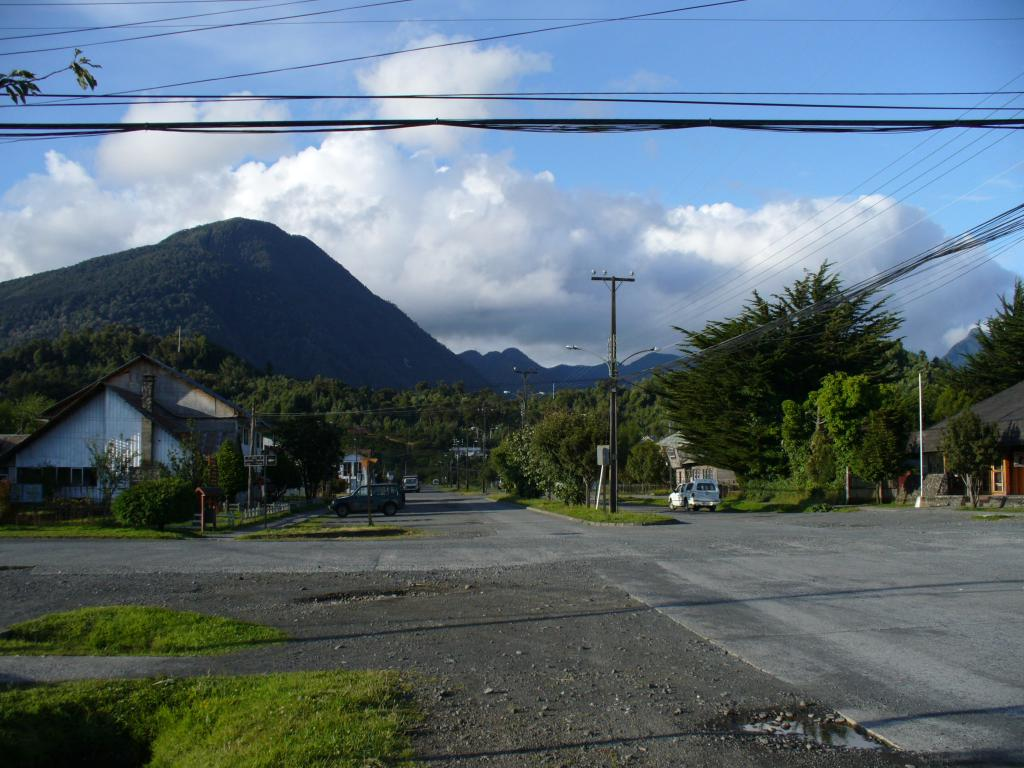

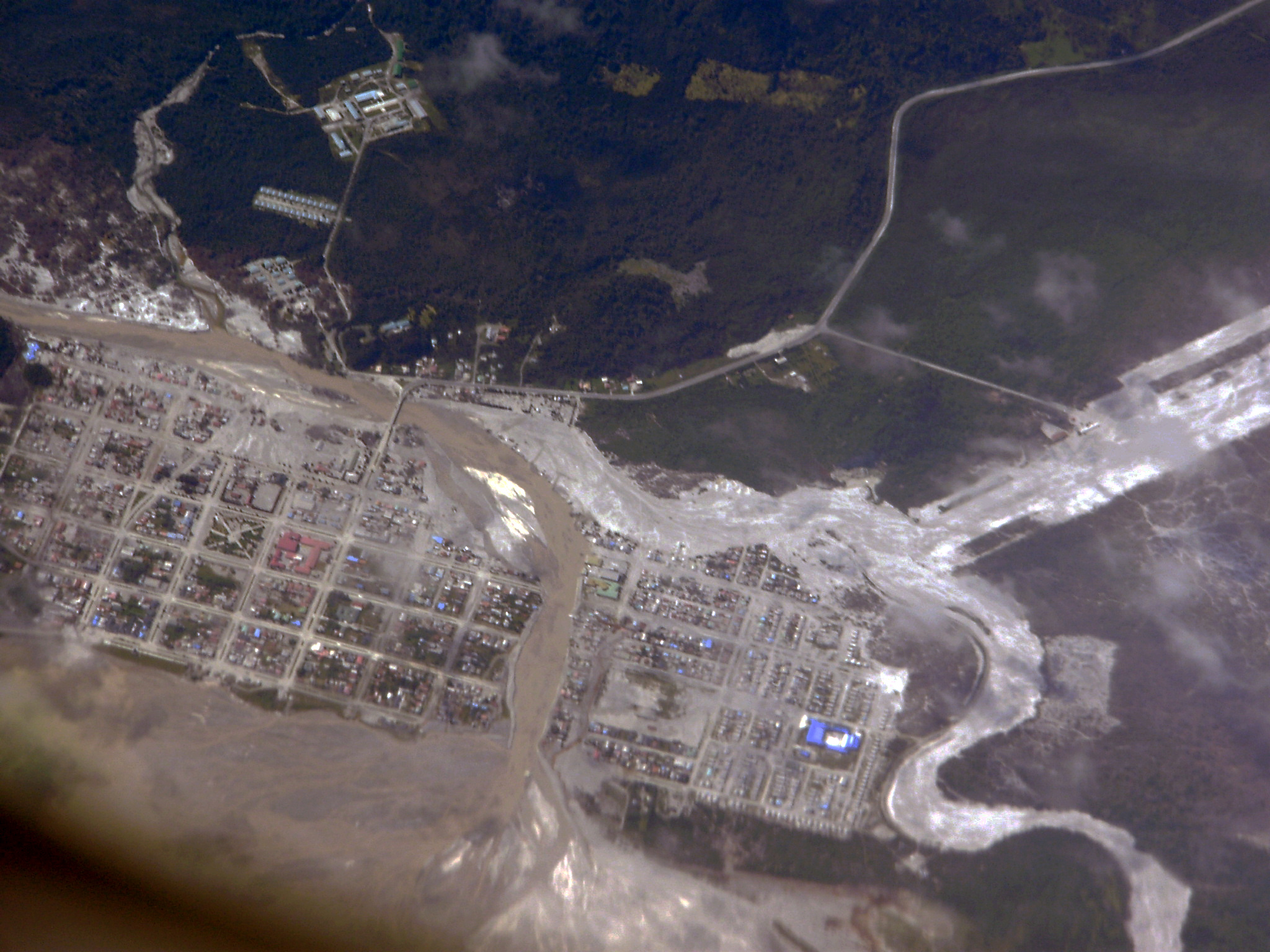

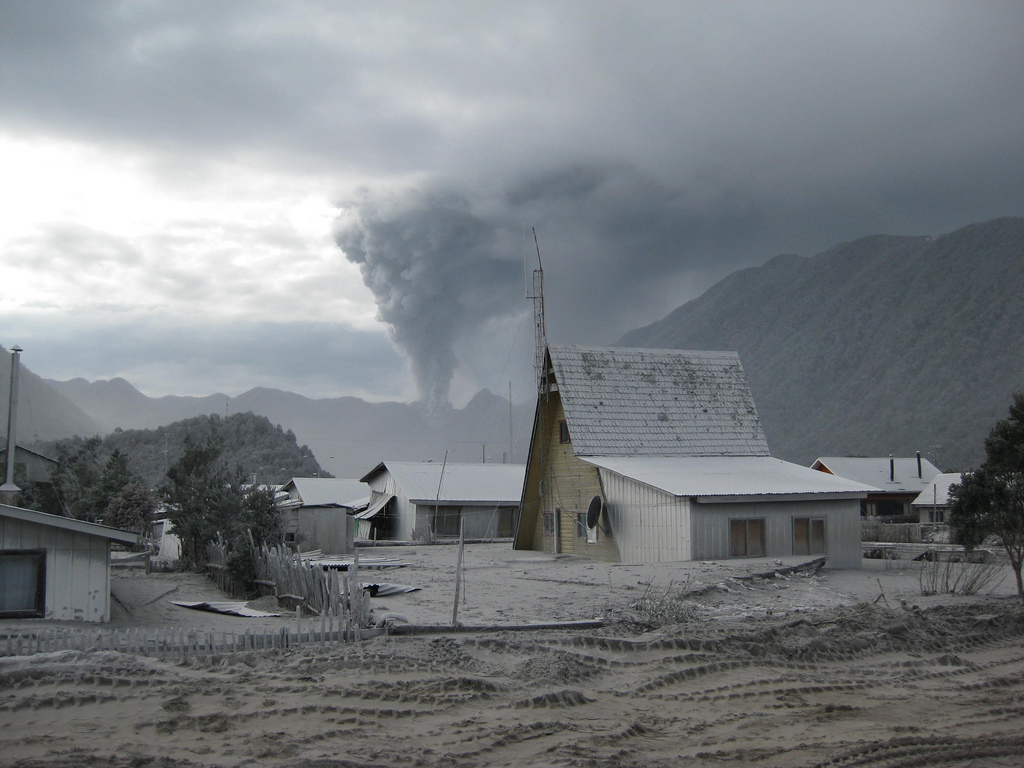

柴滕是智利的城鎮，位於該國中南部，由湖大區負責管轄，首府設於帕萊納省，始建於1933年，面積8,471平方公里，2002年人口7,182，人口密度每平方公里0.8人。